# Propyl

Propyl

Propyl (též n-propyl nebo nesprávně[zdroj?] prop-1-yl či zbytečně a nad rámec pravidel detailně propan-1-yl) je uhlovodíková funkční skupina odvozená od propanu odejmutím vodíku z  koncového (prvního) atomu uhlíku. Vzorec propylu je tedy –CH2CH2CH3 (sumárně C3H7).
Odejmutím vodíku z prostředního (druhého) uhlíku vznikne propan-2-yl (isopropyl).

## Příklady sloučenin
- propylbenzen
- propylfluorid
- propylchlorid
- propyljodid
- propan-1-ol